# Seventh Heaven (Kalafina專輯)
《Seventh Heaven》是Kalafina的第1張音樂專輯。於2009年3月4日由SME Records發行。 收錄了劇場版動畫《空之境界》全七章的片尾主題歌。同時發行附有特典的初回生産限定盤。她們的第4張單曲《Lacrimosa》也是於同日發行。

## 收錄曲目
1. overture (1:35)
作曲：梶浦由記
純音樂。使用了《oblivious》的部分音源。
2. oblivious (4:22)
第1張單曲《oblivious》收錄曲。
劇場版動畫《空之境界 第一章 俯瞰風景》片尾主題歌。
3. love come down (4:44)
作詞／作曲：梶浦由記
4. 夏の林檎（夏之蘋果） (4:03)
作詞／作曲：梶浦由記
5. fairytale (5:13)
第3張單曲《fairytale》收錄曲。
劇場版動畫《空之境界 第六章 忘卻錄音》片尾主題歌。
6. ARIA (5:24)
第2張單曲《sprinter/ARIA》收錄曲。
劇場版動畫《空之境界 第四章 伽藍之洞》片尾主題歌。
7. また風が強くなった（風又轉強了 ） (4:57)
作詞／作曲：梶浦由記
8. 傷跡 (4:40)
第1張單曲《oblivious》收錄曲。
劇場版動畫《空之境界 第三章 痛覚殘留》片尾主題歌。
9. serenato (4:53)
第3張單曲《fairytale》收錄曲。
10. 音楽（音樂） (5:38)
作詞／作曲：梶浦由記
11. 明日の景色 (5:25)
作詞／作曲：梶浦由記
12. sprinter (5:05)
第2張單曲《sprinter/ARIA》收錄曲。
劇場版動畫《空之境界 第五章 矛盾螺旋》片尾主題歌。
13. 君が光に変えて行く（你將化作光芒） (4:43)
第1張單曲《oblivious》收錄曲。
劇場版動畫《空之境界 第二章 殺人考察（前）》片尾主題歌。
14. seventh heaven (6:12)
作詞／作曲：梶浦由記
劇場版動畫《空之境界 第七章 殺人考察（後）》片尾主題歌。

## 初回生産限定盤
初回生産限定盤（SECL-763〜764）與通常版同時發行。該初回生産限定盤於同年4月底前限定發售。除上述的單曲外另附有包含下列影像的DVD：
1. oblivious (LIVE)
2. 君が光に変えて行く (LIVE)
3. 傷跡 (LIVE)
4. ARIA (LIVE)
5. sprinter (VIDEO CLIP)
6. fairytale (VIDEO CLIP)
7. seventh heaven (VIDEO CLIP)

## 相關項目
- 空之境界
- TYPE-MOON

## 資料來源
1. ↑  .   [2010-01-28]. （原始内容存档于2009-11-05）.
2. ↑  .   [2010-01-28]. （原始内容存档于2012-02-10）.
3. ↑  不過此專輯並沒有收錄該單曲。

## 外部連結
- （日語）Kalafina 官方網站（页面存档备份，存于）